# 查拉馬爾卡區
6°30′15″S 78°28′50″W / 6.5042°S 78.4806°W
查拉馬爾卡區（西班牙語：Distrito de Chalamarca），是秘魯的一個區，位於該國北部卡哈馬卡大區的喬塔省，始建於1995年5月23日，面積179.7平方公里，海拔高度2,400米，2005年人口11,617，人口密度每平方公里65人。